# آرثر وير
آرثر وير (بالإنجليزية: Arthur Wear)‏ مواليد 1 مارس 1880 في سانت لويس - الوفاة 6 نوفمبر 1918 في فرنسا، كان لاعب كرة مضرب أمريكي. سبق أن شارك في دورة الألعاب الأولمبية الصيفية وحقق البرونزية.

## الميداليات
| الميدالية | المسابقة                       |
| --------- | ------------------------------ |
| برونزية   | الألعاب الأولمبية الصيفية 1904 |

## وصلات خارجية
- آرثر وير على موقع الاتحاد الدولي لكرة المضرب (الإنجليزية)
- آرثر وير على موقع أوليمبيديا (الإنجليزية)